# Karli Bandelow
Karli Julius Willy Bandelow (* 8. September 1905 in Magdeburg; † 11. November 1954 in Dresden) war 1954 als Hauptangeklagter eines DDR-Schauprozesses, des sogenannten Gehlen-Prozesses, in Ost-Berlin wegen Spionage vor Gericht und wurde wegen „Kriegs- und Boykotthetze“ zum Tode verurteilt und hingerichtet.

## Leben
Bandelow arbeitete von 1927 bis 1942 als Ingenieur und Oberingenieur in Magdeburg, bis er 1942 zur Wehrmacht einberufen wurde. Im Mai 1945 geriet er in Österreich in amerikanische Gefangenschaft. Nach seiner Entlassung kehrte Bandelow im Juni 1945 nach Magdeburg zurück und nahm seine Tätigkeit als Oberingenieur wieder auf. Im Herbst 1949 wurde er bei der Landesregierung Sachsen-Anhalt im Ministerium für Verkehr, Abteilung Straßenwesen, als Referent eingestellt. Im November 1950 wurde er wegen „Verstosses gegen die Plandisziplin“ fristlos entlassen. Dann erhielt er eine neue Anstellung als Referent, später als Hauptreferent im Staatssekretariat für Kraftverkehr und Straßenwesen.
Bandelow war seit 1946 Mitglied der SED. Außerdem war er Mitglied der Gesellschaft für Deutsch-Sowjetische Freundschaft und des FDGB.

## Verhaftung und Ermittlungsverfahren
Bandelow war am 2. August 1954 im Rahmen der Aktion „Pfeil“ der Staatssicherheit festgenommen worden. Bei dieser groß angelegten Aktion wurden über 500 Personen verhaftet, bei denen es sich überwiegend um mutmaßliche Agenten westlicher Nachrichtendienste handelte. Über die Festnahme wurde am 1. September im SED-Zentralorgan Neues Deutschland berichtet. Ein Bericht über das Geständnis findet sich am 28. September.
Der Gehlen-Prozess, zu dem auch Vertreter westlicher Medien geladen waren, richtete sich gegen sieben mutmaßliche Agenten der Organisation Gehlen. Bandelow wurde vorgeworfen, der Organisation Gehlen Besprechungsprotokolle seiner Dienststelle, Volkswirtschaftspläne und monatlich mehr als 100 Fotografien von Karten und Plänen geliefert zu haben, auf denen die Tragfähigkeit von Brücken eingezeichnet war. Vor Gericht gab Bandelow an, aus finanziellen Gründen für die Organisation Gehlen gearbeitet zu haben, da er zwei Haushalte zu unterhalten habe. Einen Haushalt führte er mit der Mitangeklagten Käthe Dorn und den anderen mit seiner Ehefrau und drei Kindern. Am 9. November 1954 sprach das Oberste Gericht der DDR das Todesurteil gegen ihn und den Mitangeklagten Ewald Misera.
Besonderer Wert wurde in der Verhandlung und in der SED-Presse auf den „Generellen Auftrag für alle“ gelegt, eine angebliche Geheimanweisung der Organisation Gehlen mit Verhaltensanweisungen für den Kriegsfall, die als Mikrofilm in der Wohnung von Bandelows Ehefrau in einem Lichtschalter gefunden worden sein soll.
Das Todesurteil an Bandelow wurde bereits nach weniger als zwei Tagen, am 11. November 1954 um 4:15 Uhr, in der Zentralen Hinrichtungsstätte der DDR in Dresden vollstreckt. Vom Hinrichtungstermin wurde nicht einmal sein Pflichtverteidiger Friedrich Wolff informiert, der noch vier Tage später ein Gnadengesuch an den Staatspräsidenten Wilhelm Pieck richtete. Eine Begnadigung war offenkundig von vornherein ausgeschlossen und eine Ablehnung eines entsprechenden Gesuchs bereits administrativ vorbereitet worden.

## Freispruch nach dem Ende der SED-Diktatur
Das Urteil wurde am 4. März 1992 durch das Kassationsgericht des Landgerichts Berlin aufgehoben, weil es auf „einer schwerwiegenden Verletzung des Rechts“ beruhte, weil zum Zeitpunkt der Verurteilung eine Strafbarkeit der Spionage auf dem Gebiet der DDR nicht gegeben war und die Heranziehung des Artikels 6 der DDR-Verfassung und der Kontrollratsdirektive 38 eine im Strafrecht verbotene Analogie darstellte. Alle vom Prozess Betroffenen wurden freigesprochen.

## Familie
Bandelow war verheiratet. Sein Sohn war der 2011 verstorbene deutsche Mathematiker Christoph Bandelow, der unter anderem durch seine Bücher zum Zauberwürfel bekannt wurde. Sein Enkel Nils C. Bandelow ist Leiter des Lehrstuhls für Innenpolitik an der TU Braunschweig.